# Феликс и Мавр
Феликс и Мавр (VI век) — святые из Нарни. День памяти — 16 июня.
Святые Феликс и Мавр, отец и сын, были родом из Палестины. Они отправились в Рим в качестве паломников, после чего поселились в Италии, в городе, называемом ныне в честь отца святого Феликса и расположенном неподалёку от города Нарни, что в центре Италии. Эти святые также почитаемы в Сполето и его окрестностях.